# Waynoka
Waynoka är en ort i Woods County i Oklahoma. Vid 2010 års folkräkning hade Waynoka 927 invånare.